# Cercopithecus lomamiensis
Cercopithecus lomamiensis és una espècie de mico del Vell Món que viu a la conca del Lomami, a la República Democràtica del Congo. Fou descobert el 2007 i descrit en un article publicat el 2012. C. lomamiensis és la segona espècie de primat descoberta des del 1984.